# Zimske urice proste
Zimske urice proste o latinsko-kranjski pismenosti, na kratko Zimske urice proste ali Proste zimske urice (latinsko Arcticae horulae succisivae, de Latino Carniolana literatura), je prva slovenska slovnica, napisana v latinščini. Napisal jo je Adam Bohorič, izšla pa je leta 1584 v nemškem Wittenbergu.

## Vsebina
Pomemben je zlasti predgovor k slovnici, kjer z visoko stopnjo slovenske zavesti piše o svojem jeziku in rodu.
Nato je v latinščini razložena slovnica slovenskega jezika. Sestavljata jo dva večja dela, od katerih prvi obsega pravopis, besedoslovje in oblikoslovje, drugi pa skladnjo. Našteta so tudi načela črkopisa, ki se po njem imenuje bohoričica. Slovnica je bila napisana po zgledu latinske slovnice Philippa Melanchtona, zato je izpustila nekatere značilnosti slovenščine, vendar je kljub temu ostala v veljavi dobrih dvesto let.
V slovenščino jo je prevedel leta 1987 Jože Toporišič.